# Capitão Contar
Renan Barbosa Contar (n. 25 decembrie 1983, Campinas, São Paulo, Brazilia) este un politician brazilian, candidat la guvernarea din Mato Grosso do Sul.
Ocupă pentru prima dată un loc în Adunarea Legislativă din Mato Grosso do Sul (ALMS).
Fiul lui Rene Roberto Contar și al Miriam Machado Barbosa Contar, care l-au sfătuit să aleagă Campo Grande pentru a trăi după formarea la Academia Militar das Agulhas Negras, continuând munca legată de rădăcinile familiei, începută de bunicul său patern, domnul Arif Contar, un libanez venit în Brazilia la începutul secolului trecut. Stabilindu-se în Capitală, familia a fost unul dintre pionierii care a adus dezvoltare regiunii, construind o istorie de onoare și tradiție. Contar este căsătorit cu Iara Diniz.